# María Patrocinio Armesto Alonso
María Patrocinio Armesto Alonso (Alcañices, 14 de julio de 1906-10 de octubre de 1989) fue una química española y perteneciente al Instituto Nacional de Física y Química (INFQ).

## Trayectoria
Realizó los estudios de bachillerato en Orense y prosiguió los estudios superiores en la Facultad de Química de la Universidad de Santiago de Compostela licenciándose en 1927. Posteriormente se trasladó a Madrid para continuar su formación en la Facultad de Ciencias de la Universidad Central.
Fue colaboradora del Instituto Nacional de Física y Química, situado en el edificio Rockefeller, en la sección de electroquímica dirigida por Julio Guzmán. También aparece como socia de la Real Sociedad Española de Física y Química, publicando 27 trabajos en los Anales de la SEFQ.
Trabajo como profesora de secundaria de Ciencias Naturales en el Instituto Cisneros y en otros centros, entre ellos Pontevedra, Tuy y Orense.